# Закавиа
Закавиа — авиационно-транспортное предприятие, акционерное общество Закавказской Социалистической Федеративной Советской республики, существовавшее с 1923 года и выполнявшее полёты в Грузии и Азербайджане в 1924-1925 годах.

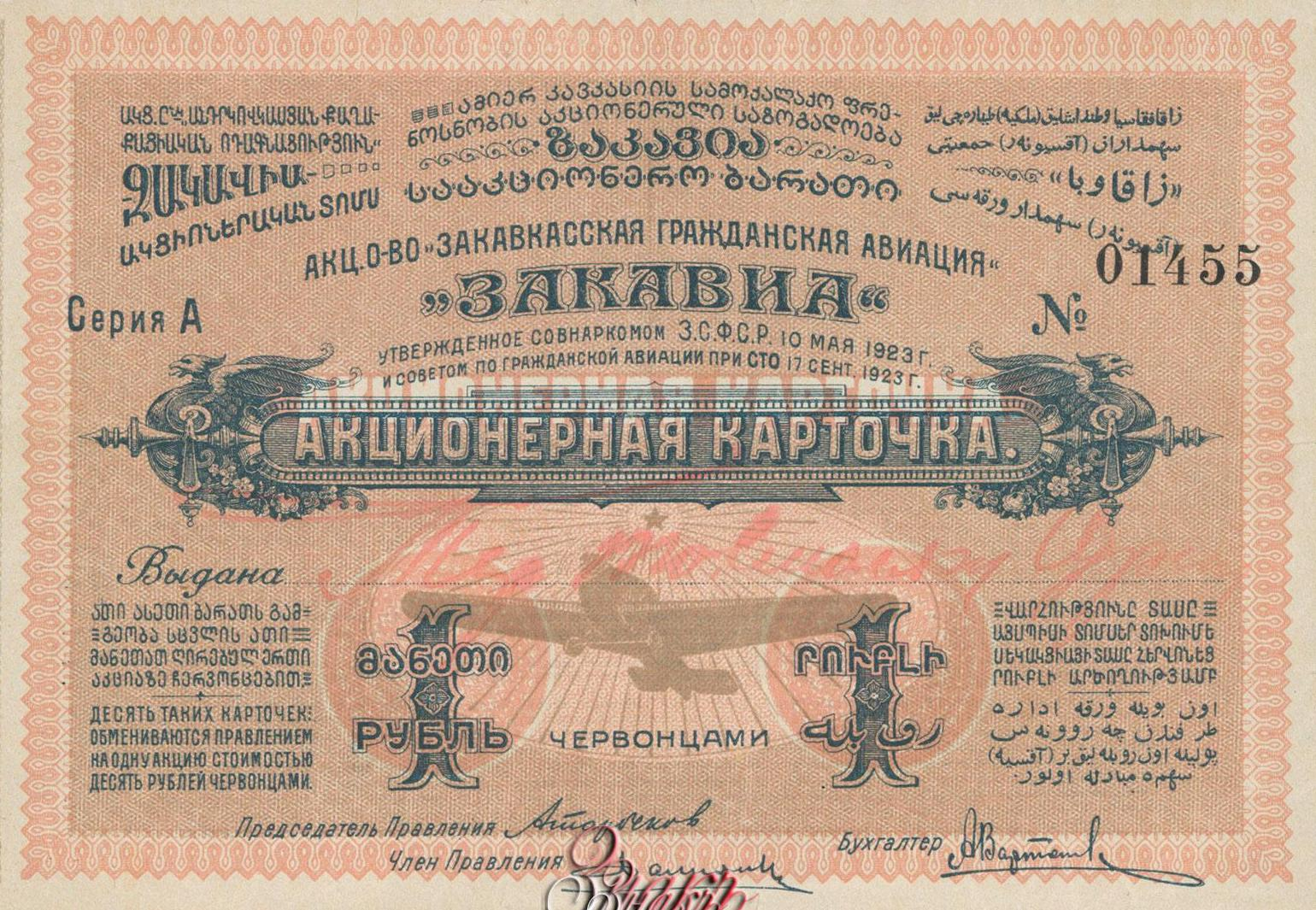
АО «Закавиа» Акционерная карточка

28 марта 1923 года в Тифлисе решили создать Общество воздушных сообщений Закавказской советской республики, куда входили Грузия и Азербайджан. Газета «Заря Востока» информировала: "28 марта под председательством Предзакцика (председателя Закавказского центрального исполнительного комитета) состоялось многолюдное учредительное собрание акционеров общества «Гражданская авиация в Закавказье», на котором присутствовали представители Красной Армии и воздушного флота, наркоматов и хозорганов. По докладу председателя инициативного бюро т. Шиукова собрание, одобрив бюро, постановило «приступить к организации акционерного общества с привлечением к участию в нём не только советских учреждений и организаций, но и частного капитала». 10 мая 1923 года утвердили Устав АО «Закавиа» с основным капиталом в 1 млн червонцев.

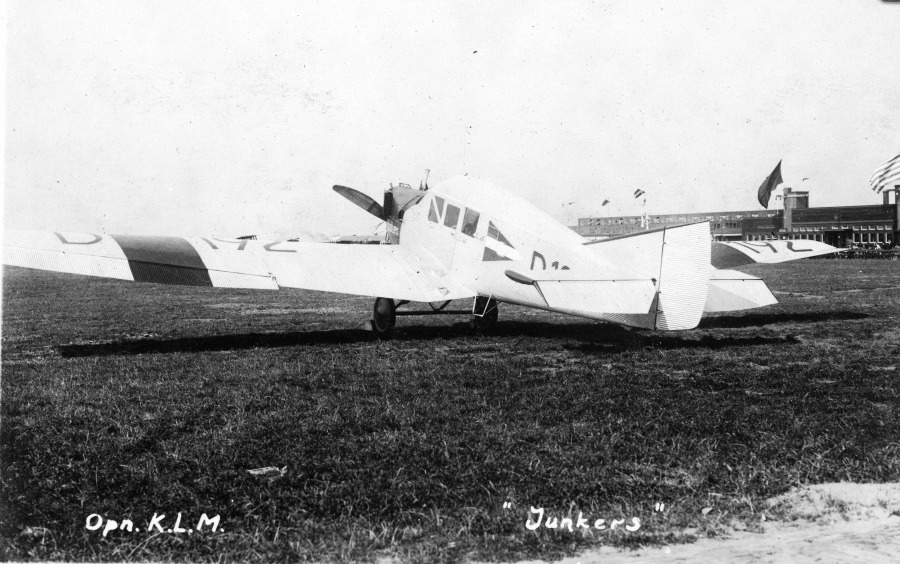
Юнкерс Ю-13, регистрация D 192

Общество было организовано, однако самолётов у него не было. Но пришёл на помощь ещё организационно не оформленный (это будет только 1 декабря 1923 года) Аздобролёт, Юнкерс Ю-13 RR-ECA (предыдущая немецкая регистрация D 194 — в 1922 году самолёт летал в Авиакультуре) для которого купило «Муганское мелиорационное строительство» у Общества воздушных сообщений Юнкерс-Дессау, когда этот самолёт возвращался из пробного рейса Москва-Тегеран. И, как вспоминал в 1938 году Алексей Владимирович Шиуков, 6 августа 1923 года состоялся рейс из Баку в Тифлис с высокопоставленными пассажирами: «В 6 часов утра из Баку в Тифлис вылетел „Юнкерс“, приобретённый правительством Азербайджана, взяв с собой пассажиром члена ЦК РКП тов. Кирова и председателя Закчека тов. Могилевского. В 10 1/2 часов утра „Юнкерс“ спустился на Тифлисский аэродром, покрыв перелёт Баку — Тифлис в 4 1/2 часа. Полёту мешала ветреная погода. Во вторник 7-го августа в 6 ч. утра „Юнкерс“ вылетел обратно в Баку». И далее, весь оставшийся 1923 год, Закавиа, за неимением самолётов, полёты не выполняло, а занималось исключительно сбором средств, выпустив для этого свои акции. По маршруту Баку-Тифлис в 1923 году летал Аздобролёт, о чём он сообщал в справочнике «Весь Азербайджан» на 1924 год: «Общество имеет один самолёт „Юнкерс“, который вылетает по вторникам еженедельно из Тифлиса в Баку, а по средам из Баку. Билет стоит 6 червонцев при 12 фунт. бвгажа. За каждое лишнее кило взимается по 2 червон. рубля.» Спустя несколько дней после первого рейса прибыл заказанный Аздобролётом у Junkers Flugzeugwerke новый самолёт, получивший регистрацию RR-ASA, который также начал выполнять нерегулярные рейсы в Тифлис, а также в другие пункты Закавказья — в основном в уездные центры Азербайджана. Как сказано в справочнике, планировалось начать регулярное сообщение между Баку и Тифлисом. Однако вышло правительственное решение об объединении Аздобролёта с Закавиа, куда в январе 1924 года и были переданы самолёты азербайджанского авиапредприятия.
Унаследованный RR-ASA сохранил имя Аздобролёт. Мелиоративное предприятие «Мугмельстрой» было в числе акционеров Закавиа и в оплату за акции оно передало авиакомпании RR-ECA под именем «Мугмельстрой», вместе с самолётом, на работу в Закавиа перешёл пилот Йозеф Шпиль (Joseph Spiel). И у Добролёта в ноябре 1923 года был приобретен RR-DAR «Большевик».RR-ECA и RR-DAR базировались в Тифлисе, а RR-ASA — в Баку. 3 января 1924 года из Тифлиса в Баку состоялся пробный полёт, а 8 января по 485-километровому маршруту начались регулярные почтово-пассажирские рейсы. Сервис пользовался спросом, правда, до 19 июня полноценную регулярность наладить не удалось, но затем до конца сентября выполнялось по два рейса еженедельно. В 1924 году на регулярных рейсах было перевезено 997 пассажиров и 8321 кг грузов. Кроме того, состоялось 133 нерегулярных полёта, которым воспользовались ещё 447 пассажиров.
В 1925 году Закавиа планировала начать регулярные рейсы на черноморское побережье — в Сухум и Батум. Однако этого не случилось. Первой причиной была слабая техническая база авиакомпании, а второй и главной — катастрофа Юнкерс Ю-13 под Тифлисом, которую потерпел RR-ECA 22 марта 1925 года. В этот день самолёт, управляемый Йозефом Шпилем и бортмехаником Аввакумом Сагарадзе, выполнял служебный рейс из Тифлиса в Сухум. Он должен был доставить на съезд Советов Абхазии заместителя председателя Совнаркома ЗСФСР А. Ф. Мясникова, председателя Закавказского ГПУ С. Г. Могилевского и наркома почт и телеграфа ЗСФСР, а также председателя правления Закавиа Г. А. Атарбековова. Через 15 минут после взлёта на борту начался пожар, самолёт вошёл в крутое пике, врезался в землю и взорвался. Никто из находившихся на борту не выжил. Расследование показало, что самолёт был технически исправен, а причиной катастрофы стало неосторожное обращение пассажиров с огнём (предположительно курение в пассажирской кабине с находившимися там охотничьими боеприпасами).
Столь грубое нарушение правил безопасности полётов, в результате которого, вместе с другими высокопоставленными руководителями, погиб председатель правления самой авиакомпании Закавиа, не могло остаться без последствий. Авиакомпания была расформирована, два оставшихся Юнкерса переданы в 7й отдельный разведывательный авиаотряд ВВС РККА, остальное имущество и маршруты — в Укрвоздухпуть.